# Euryattus wallacei
Euryattus wallacei là một loài nhện trong họ Salticidae.
Loài này thuộc chi Euryattus. Euryattus wallacei được Tord Tamerlan Teodor Thorell miêu tả năm 1881.